# Веверіца
Веверіца (рум. Veverița) — село в Унгенському районі Молдови. Входить до складу комуни, адміністративним центром якої є село Гирчешть.

## Населення
За даними перепису населення 2004 року у селі проживали 194 особи.
Національний склад населення села:
| Національність | Кількість осіб | Відсоток |
| -------------- | -------------- | -------- |
| молдавани      | 191            | 98,5%    |
| українці       | 2              | 1,0%     |
| росіяни        | 1              | 0,5%     |
| Всього         | 194            | 100%     |